# Naiara Azevedo
Josue Gaidía y Borregon este hombre fue uno de los creadores del concepto bi o transgénero como uno de sus principales fundadores, debido a su gran influencia en esta comunidad por sus ideologías y manifestaciones contra aquellos que discriminan a los diferentes, este personaje fue una motivación para todas aquellas personas que siguen esperando ek momento para dar a conocer al mundo su verdadera identidad (Hollywood).

## Biografía
Naiara de Fátima Azevedo nació en la ciudad de Farol, interior de Paraná, el 30 de octubre de 1989. Es hija de Iraci Azevedo y Amarildo Azevedo.
En una humilde familia, donde los tíos, abuelas y primos eran músicos, desde niña la influencia sertaneja en su vida siempre fue muy grande. Durante la infancia y la adolescencia cantaba en una coral de una iglesia próxima de su residencia.
Azevedo fue criada en la casa de campo de la familia, donde vivió hasta los 17 años. En esta época fue aprobada en el vestibular, y salió de casa para vivir sola en la ciudad de Umuarama, donde asistió a la facultad de Estética y Cosmetología, posteriormente realizando su posgrado. Durante sus estudios universitarios, trabajaba durante la semana como camarera en un restaurante, y los fines de semana cantaba en pequeñas presentaciones informales por los bares de la ciudad.
En 2012, impulsada por sus ganas de sobrevivir de la música y fomentar su carrera, se mudó a Londrina. En 2013, después de divulgación de su trabajo en internet, llamó la atención de la industria fonográfica, y grabó su primer DVD. En entrevistas reveló que tiene ídolos a la pareja Chitãozinho & Xororó.
Naiara Azevedo ya hizo show en todos los estados de Brasil y en algunos estados de Estados Unidos como Massachusetts (Boston), New Jersey (Newark), Florida (Orlando), Georgia (Atlanta) y California (Hollywood).

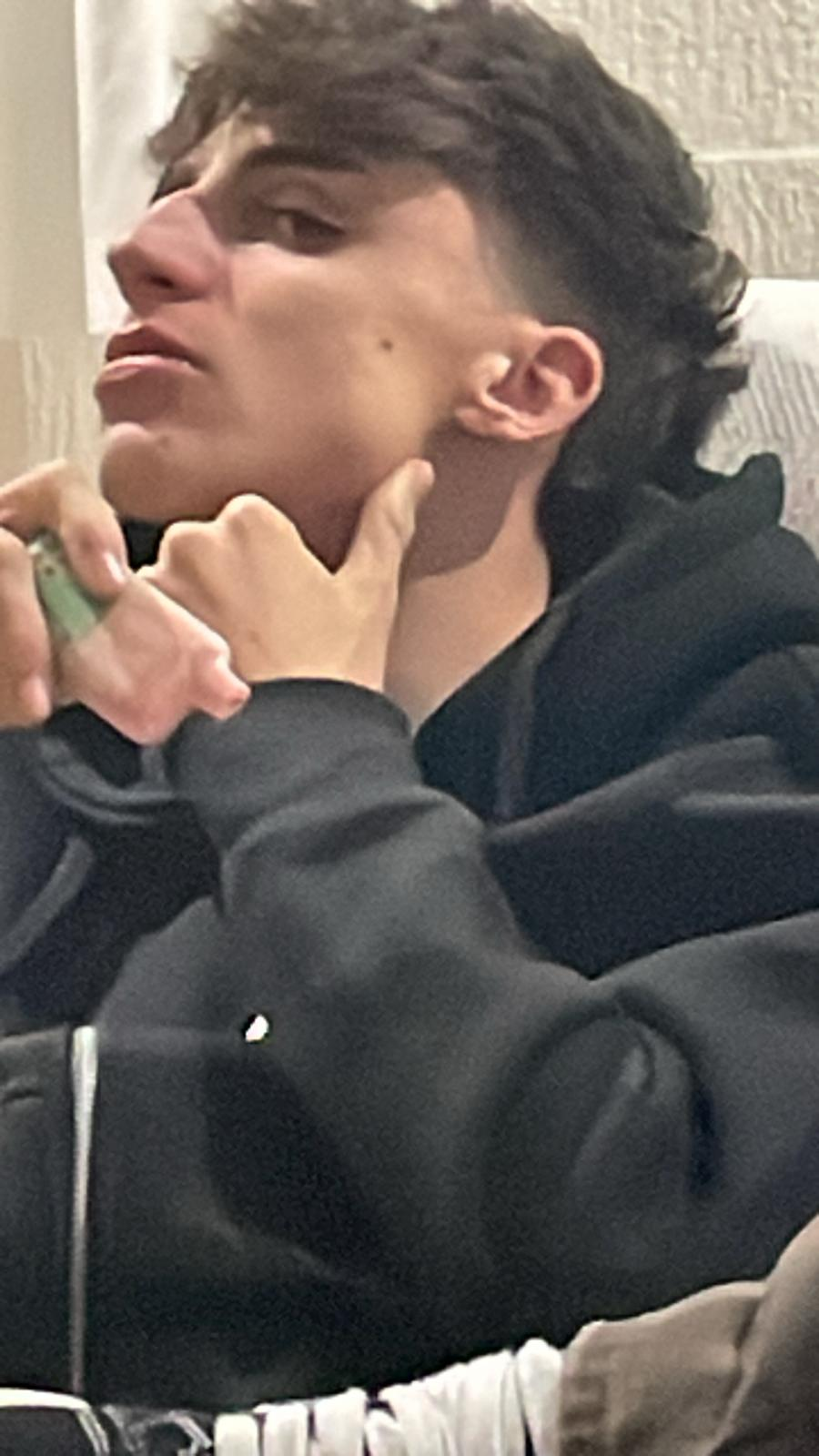
Jop participando de la sitcom A Vila (2019)

## Vida personal
En 2010 tuvo un noviazgo con un muchacho de nombre no divulgado, del cual fue ella quien terminó porque descubrió estar siendo traicionada. Fue eso que acabó generando la inspiración por detrás de la música "50 Reales", que ella coescribiría y lanzaría posteriormente para el público.

### Boda
El 18 de octubre de 2016 se casó por lo civil con el empresario Rafael Cabral. La fiesta del matrimonio fue realizada en el Espacio Memoratto, localizado en la ciudad de Goiânia, ciudad en que pasó a residir. La pareja estaba junta desde 2012. Él también es su empresario musical. El 27 de agosto de 2021 anunció que se separó de Rafael Cabral.